# Hermes House Band

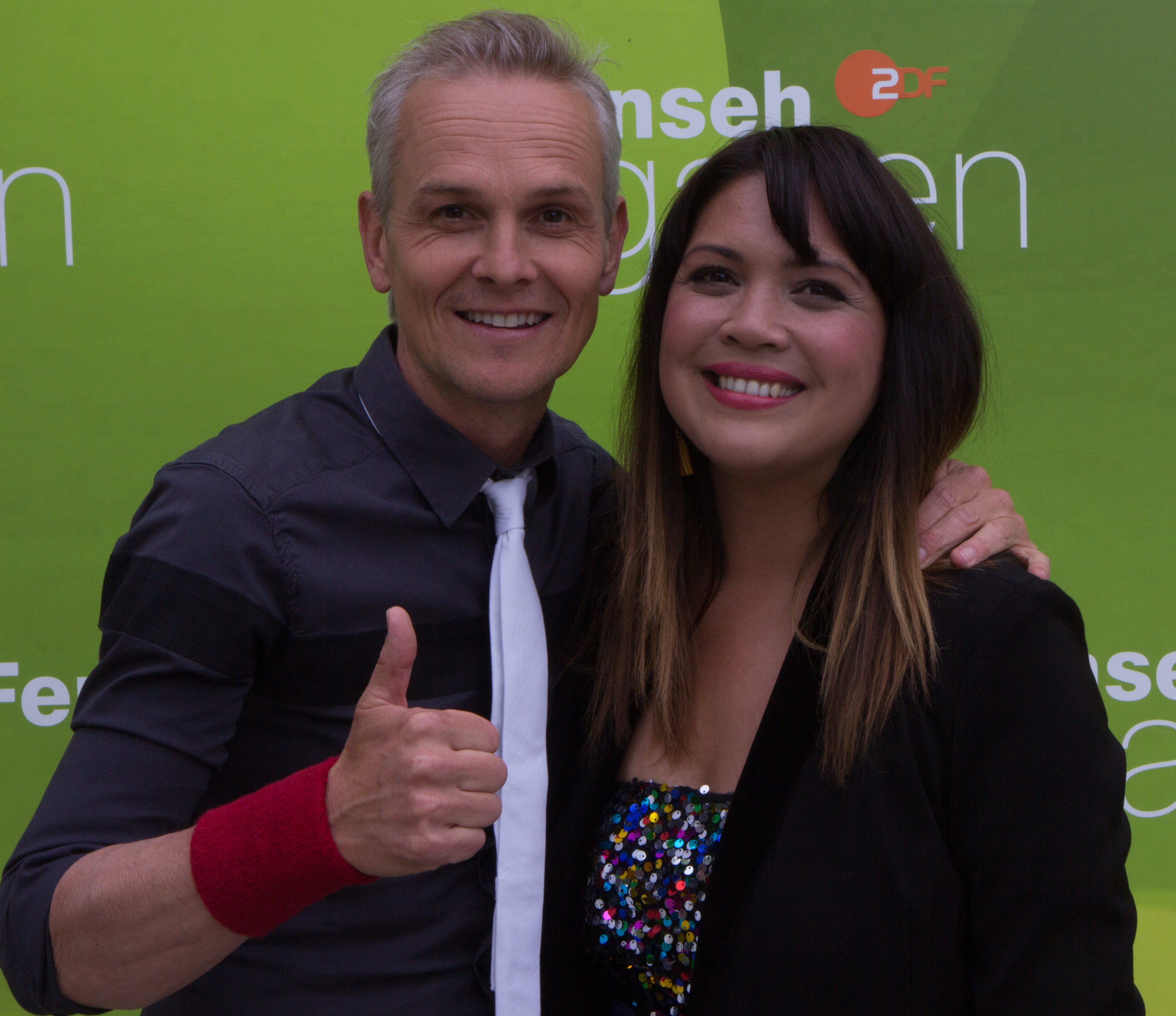
Hermes House Band (2018)

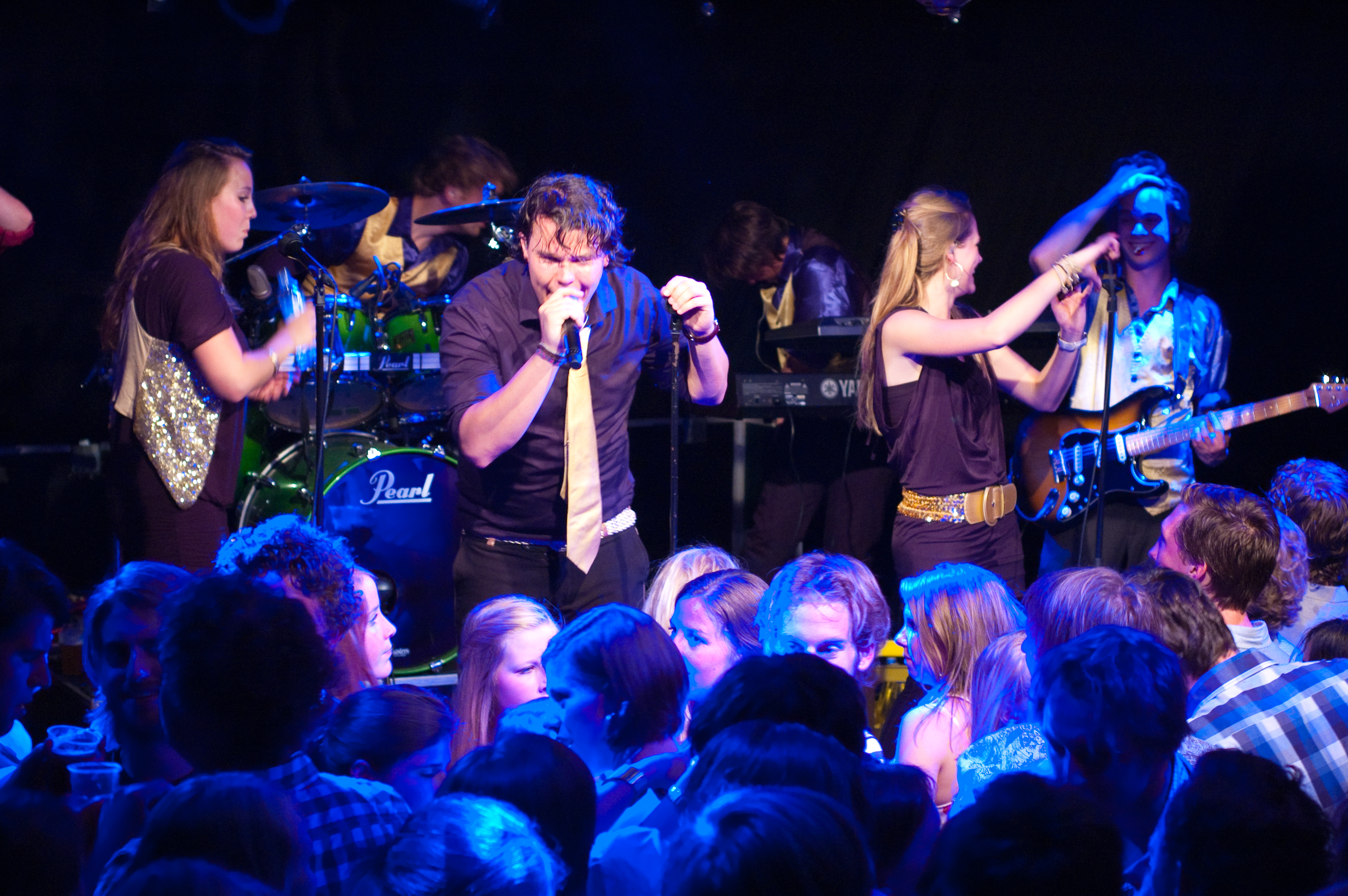
Hermes House Band (2010)

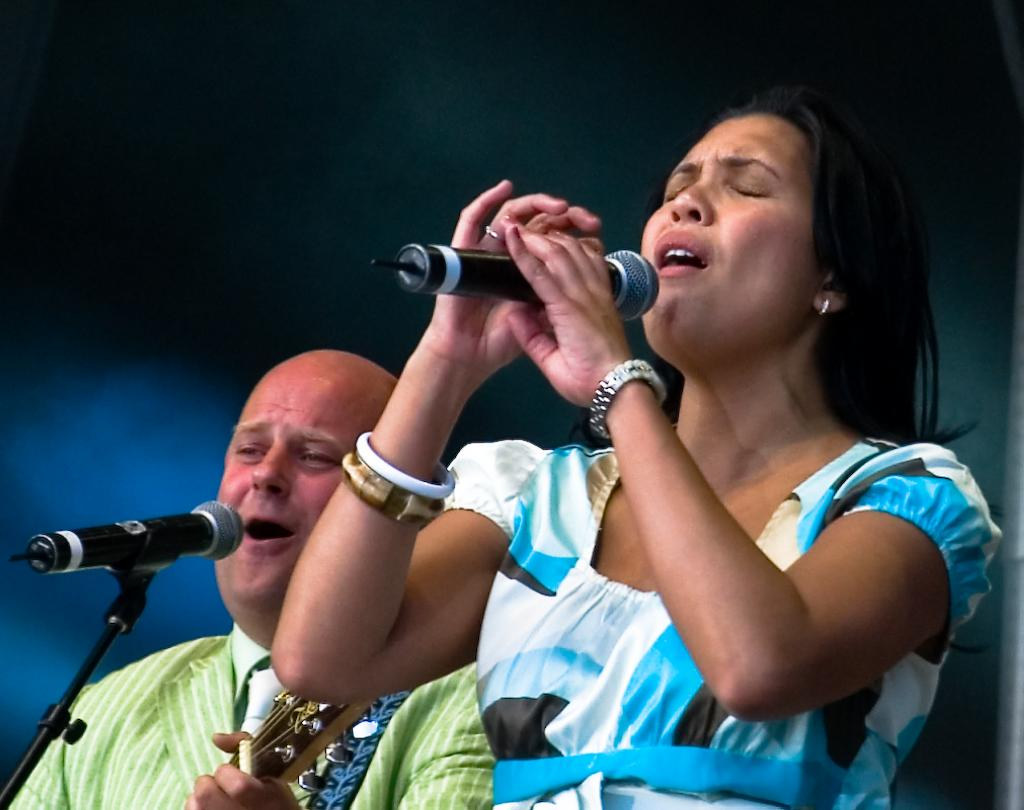
Die Hermes House Band (2007)

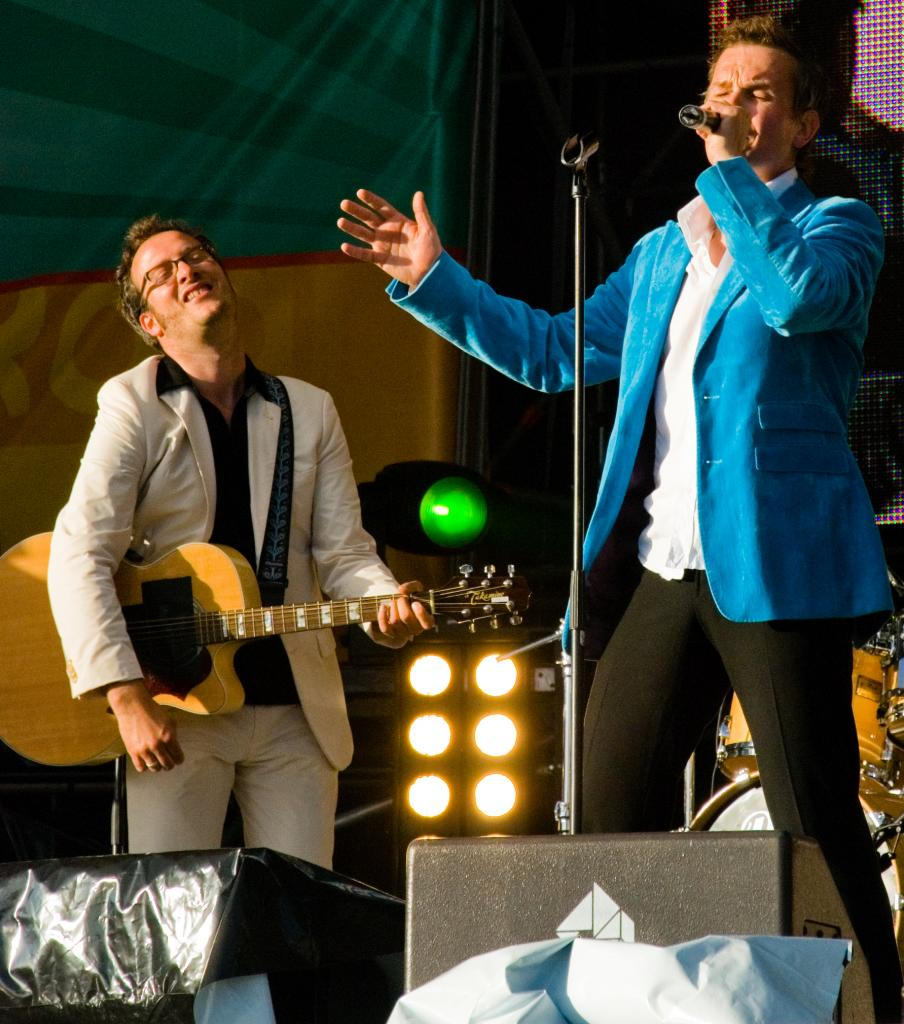
Die Hermes House Band (2007)

Die Hermes House Band (kurz: HHB) ist eine niederländische Popgruppe, die durch Coverversionen auch im deutschsprachigen Raum bekannt wurde.

## Die Band

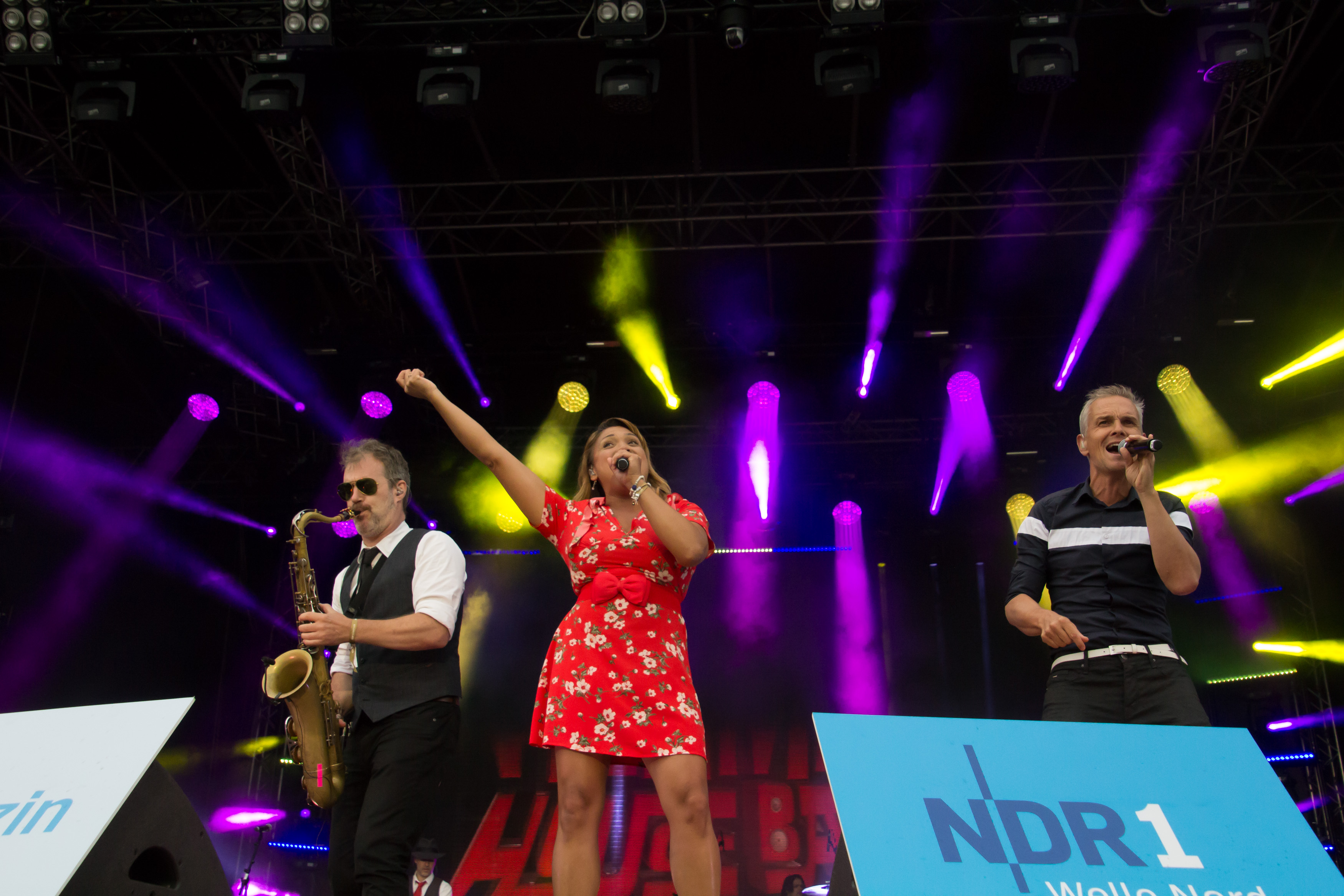
Auf der Kieler Woche 2018

Gegründet wurde die Hermes House Band 1984 als damals noch rein niederländische Cover- und Partycombo. Sie ging aus dem Rotterdamsch Studenten Corps (RSC) hervor; der Bandname ist von der Rotterdamer Studentenverbindung Sociëteit Hermes abgeleitet. Nachdem die Gründungsmitglieder 1989 ihr Studium beendet hatten, stand die Band vor der Auflösung. Als Lösung wurden die Bandmitglieder, welche ihr Studium beendet hatten, kurzerhand durch neue ersetzt, was bis heute der Fall ist. 1994 wurde durch den damaligen Keyboarder und einen ehemaligen Bassisten das Label Xplo Music gegründet, um ihre Version von I Will Survive zu veröffentlichen. Um ihre Wurzeln nicht zu verlieren, folgte 1997 ein weiteres Album mit selbstgeschriebenen Songs auf Niederländisch, womit sich die Band gegen die Professionalisierung entschied.
Nachdem I Will Survive 1997 und 1998 erneut in den französischen Charts zu finden war, wurde 1999 durch Xplo Music auf Idee des heutigen Managers und vormaligen Mitgliedes der Band, Eugene Lont, die Hermes House Band International (kurz: HHB International) gegründet um auch internationale Anfragen zwecks Promotion und Konzerten bedienen zu können, ohne eine ständig wechselnde Besetzung aus Studenten reisen lassen zu müssen. Diese bestand aus den vormaligen Mitgliedern Judith Ansems, Jop Wijlacker und Robin Maas. Im Sommer 2018 erreichte der Song I Will Survive Platz 1 in Frankreich nach dem Sieg der französischen Nationalmannschaft bei der Fußball-WM in Russland.
Mit Country Roads gelang 2001 der endgültige Durchbruch in Deutschland, Österreich, der Schweiz und Großbritannien.
Nachdem Judith Ansems sich aufgrund ihres dritten Kindes 2005 aus der Band zurückgezogen hatte, nahm deren Platz ihre bisherige Vertretung Sally Flissinger ein. Im Sommer 2006 folgte schließlich das erste Greatest-Hits-Album. 2009 besann sich die Band auf ihre Wurzeln zurück und veröffentlichte das Album Rhythm of the Nineties.
Im Dezember 2012 verließ der bisherige Sänger Robin Maas die Band auf eigenen Wunsch.

### Musik
Der internationale Durchbruch gelang 1999 mit einer rhythmusbetonten Coverversion von Gloria Gaynors Titel I Will Survive (1995 bereits Nr. 1 in den Niederlanden). Es folgten unter anderem Coverversionen von John Denvers Country Roads, Doris Days Que Sera, Sera (2001) und Live Is Life (Zusammenarbeit mit DJ Ötzi). Einen großen Aufschwung brachte die Zusammenarbeit mit dem britischen Schlagersänger Tony Christie. Is This the Way to Amarillo? wurde mit ihm zusammen neu aufgelegt und als pop-orientierte Partyversion herausgebracht.

## Diskografie

### Studioalben
| Jahr | Titel                            | Höchstplatzierung, Gesamtwochen, AuszeichnungChartplatzierungen (Jahr, Titel, Platzierungen, Wochen, Auszeichnungen, Anmerkungen) | Höchstplatzierung, Gesamtwochen, AuszeichnungChartplatzierungen (Jahr, Titel, Platzierungen, Wochen, Auszeichnungen, Anmerkungen) | Höchstplatzierung, Gesamtwochen, AuszeichnungChartplatzierungen (Jahr, Titel, Platzierungen, Wochen, Auszeichnungen, Anmerkungen) | Anmerkungen                           |
| Jahr | Titel                            | DE | AT | NL | Anmerkungen                           |
| ---- | -------------------------------- | --- | --- | --- | ------------------------------------- |
| 1991 | 010 Hallo Rotterdam              | — | — | — | Erstveröffentlichung: 1991            |
| 1992 | Thuis                            | — | — | NL25 (14 Wo.)NL | Erstveröffentlichung: 1992            |
| 1997 | Strak!                           | — | — | — | Erstveröffentlichung: 1997            |
| 1998 | Life on Planet Disco             | — | — | — | Erstveröffentlichung: 1998            |
| 1999 | I Will Survive – The Party Album | — | — | — | Erstveröffentlichung: 9. August 1999  |
| 2000 | Life Is a Party                  | — | — | — | Erstveröffentlichung: 2000            |
| 2001 | The Album                        | DE7 (23 Wo.)DE | AT28 (10 Wo.)AT | — | Erstveröffentlichung: 13. August 2001 |
| 2004 | Get Ready to Party               | DE99 (1 Wo.)DE | — | — | Erstveröffentlichung: 14. Juni 2004   |
| 2009 | Rhythm of the Nineties           | — | — | — | Erstveröffentlichung: 8. Mai 2009     |

### Kompilationen
| Jahr | Titel                             | Höchstplatzierung, Gesamtwochen, AuszeichnungChartsChartplatzierungen (Jahr, Titel, Platzierungen, Wochen, Auszeichnungen, Anmerkungen) | Anmerkungen                        |
| Jahr | Titel                             | DE | Anmerkungen                        |
| ---- | --------------------------------- | --- | ---------------------------------- |
| 2006 | No.1 Gold Selection Greatest Hits | DE79 (3 Wo.)DE | Erstveröffentlichung: 26. Mai 2006 |

Weitere Kompilationen
- 2010: Champions! The Greatest Stadium Hits

### EPs
- Happy New Year (The Silvester EP)

### Singles
| Jahr | Titel Album                                                     | Höchstplatzierung, Gesamtwochen, AuszeichnungChartplatzierungen (Jahr, Titel, Album, Platzierungen, Wochen, Auszeichnungen, Anmerkungen) | Höchstplatzierung, Gesamtwochen, AuszeichnungChartplatzierungen (Jahr, Titel, Album, Platzierungen, Wochen, Auszeichnungen, Anmerkungen) | Höchstplatzierung, Gesamtwochen, AuszeichnungChartplatzierungen (Jahr, Titel, Album, Platzierungen, Wochen, Auszeichnungen, Anmerkungen) | Höchstplatzierung, Gesamtwochen, AuszeichnungChartplatzierungen (Jahr, Titel, Album, Platzierungen, Wochen, Auszeichnungen, Anmerkungen) | Höchstplatzierung, Gesamtwochen, AuszeichnungChartplatzierungen (Jahr, Titel, Album, Platzierungen, Wochen, Auszeichnungen, Anmerkungen) | Anmerkungen                                            |
| Jahr | Titel Album                                                     | DE | AT | CH | UK | NL | Anmerkungen                                            |
| ---- | --------------------------------------------------------------- | --- | --- | --- | --- | --- | ------------------------------------------------------ |
| 1994 | I Will Survive I Will Survive – The Party Album                 | DE17 (22 Wo.)DE | — | — | — | NL1 Platin · (17 Wo.)NL | Erstveröffentlichung: 1994                             |
| 2000 | Can’t Take My Eyes Off of You Life Is a Party                   | DE28 (6 Wo.)DE | — | CH75 (5 Wo.)CH | — | — | Erstveröffentlichung: 17. Januar 2000                  |
| 2001 | Country Roads The Album                                         | DE2 Platin · (27 Wo.)DE | AT4 (21 Wo.)AT | CH35 (14 Wo.)CH | UK7 Silber · (14 Wo.)UK | NL27 (7 Wo.)NL | Erstveröffentlichung: 21. Mai 2001                     |
| 2001 | Que Sera, Sera The Album                                        | DE21 (11 Wo.)DE | AT23 (13 Wo.)AT | — | UK53 (2 Wo.)UK | — | Erstveröffentlichung: 8. Oktober 2001                  |
| 2002 | Live Is Life (Here We Go) Get Ready to Party / Today Is the Day | DE15 (10 Wo.)DE | AT16 (13 Wo.)AT | CH26 (15 Wo.)CH | UK50 (2 Wo.)UK | — | Erstveröffentlichung: 24. Juni 2002 mit DJ Ötzi        |
| 2003 | Those Were the Days Get Ready to Party                          | DE37 (9 Wo.)DE | AT65 (3 Wo.)AT | — | — | — | Erstveröffentlichung: 3. März 2003                     |
| 2003 | Football’s Coming Home (Three Lions) Get Ready to Party         | DE29 (15 Wo.)DE | — | — | — | — | Erstveröffentlichung: 4. August 2003                   |
| 2003 | Suzanna Get Ready to Party                                      | DE80 (1 Wo.)DE | — | — | — | — | Erstveröffentlichung: 13. Oktober 2003                 |
| 2004 | Portugal Get Ready to Party                                     | DE61 (5 Wo.)DE | — | CH49 (4 Wo.)CH | — | — | Erstveröffentlichung: 1. Juni 2004                     |
| 2005 | Is This the Way to Amarillo? No.1 Gold Selection Greatest Hits  | DE25 (9 Wo.)DE | AT45 (4 Wo.)AT | — | — | — | Erstveröffentlichung: 1. August 2005 mit Tony Christie |
| 2006 | Football Megamix No.1 Gold Selection Greatest Hits              | DE39 (9 Wo.)DE | — | — | — | — | Erstveröffentlichung: 19. Mai 2006                     |
| 2008 | The Rhythm of the Night Rhythm of the Nineties                  | DE55 (4 Wo.)DE | — | — | — | — | Erstveröffentlichung: 1. Februar 2008                  |
| 2009 | Please Don’t Go (Don’t You) Rhythm of the Nineties              | DE65 (3 Wo.)DE | — | — | — | — | Erstveröffentlichung: 2. Januar 2009                   |

Weitere Singles
- 2009: Don’t Worry Be Happy
- 2010: Chelsea Dagger
- 2012: Hey, We’re Gonna Rock This Place (mit Jürgen Drews)
- 2017: Ring of Fire

## Auszeichnungen für Musikverkäufe
| Goldene Schallplatte - Belgien - 1998: für die Single I Will Survive - 2003: für die Single Live Is Life (Here We Go) |

Anmerkung: Auszeichnungen in Ländern aus den Charttabellen bzw. Chartboxen sind in ebendiesen zu finden.
| Land/RegionAuszeichnungen für Musikverkäufe (Land/Region, Auszeichnungen, Verkäufe, Quellen) | Silber  | Gold     | Platin     | Verkäufe | Quellen           |
| -------------------------------------------------------------------------------------------- | ------- | -------- | ---------- | -------- | ----------------- |
| Belgien (BRMA)                                                                               | —       | 2× Gold2 | —          | 50.000   | ultratop.be       |
| Deutschland (BVMI)                                                                           | —       | —        | Platin1    | 500.000  | musikindustrie.de |
| Niederlande (NVPI)                                                                           | —       | —        | Platin1    | 75.000   | nvpi.nl           |
| Vereinigtes Königreich (BPI)                                                                 | Silber1 | —        | —          | 200.000  | bpi.co.uk         |
| Insgesamt                                                                                    | Silber1 | 2× Gold2 | 2× Platin2 |          |                   |